# Eric Van Lustbader
Eric Van Lustbader (Greenwich Village, 1946) è uno scrittore statunitense.
Nato e cresciuto nel Greenwich Village, si diploma al Columbia College. Insegna in varie scuole elementari e materne di New York, prima di dedicarsi alla scrittura a tempo pieno.

## Opere

### Serie e saghe

#### Il guerriero del tramonto
1. 1977 - Il guerriero del tramonto (The Sunset Warrior)[1], Rizzoli (ISBN 8817202118)
2. 1978 - Shallows of Night (compreso nell'Edizione Mondadori del 1982 "Il guerriero del tramonto")
3. 1978 - Dai-San (Dai-San)[1], Rizzoli (ISBN 8817202436)
4. 1980 - Sotto una luna d'opale (Beneath an Opal Moon)[1], Rizzoli (ISBN 8817202517)
5. 1997 - Dragons on the Sea of Night

#### Testament
1. 2006 - Il testamento di Gesù (The Testament o The Bravo Testament)[1], Piemme
2. 2017 - Il testamento di Satana (The Fallen), Newton Compton, 2019
3. 2018 - Four Dominions
4. 2019 - The Sum of All Shadows

#### Nicholas Linnear
1. 1980 - Ninja (The Ninja)[1], Rizzoli (ISBN 881721115X)
2. 1984 - Miko (The Miko)[1], Rizzoli (ISBN 8817204536)
3. 1990 - Il ritorno del ninja (White Ninja)[1], Rizzoli (ISBN 8817211141)
4. 1993 - Kaisho (The Kaisho)[1], Rizzoli (ISBN 8817202029)
5. 1994 - Tanjian (Floating City)[1]
6. 1995 - Kshira (Second Skin)[1]

#### China Maroc
1. 1985 - Quattro pezzi di giada (Jian)[1], Rizzoli (ISBN 8817113514)
2. 1986 - Shan (Shan)[1], Rizzoli (ISBN 8817211176)

#### Saga della Perla
1. 2001 - The Ring of Five Dragons
2. 2002 - The Veil of One Thousand Tears
3. 2003 - The Cage of Nine Banestones o Mistress of the Pearl

#### Saga di Jason Bourne (creata da Robert Ludlum)
Con il permesso dei parenti di Robert Ludlum, Lustbader ha proseguito la saga di Jason Bourne interrotta dopo la morte del suo creatore.
1. 2004 - L'eredità di Bourne (The Bourne Legacy)[1], Rizzoli
2. 2007 - La colpa di Bourne (The Bourne Betrayal)[1], Rizzoli
3. 2008 - La scelta di Bourne (The Bourne Sanction)[1]
4. 2009 - Il rischio di Bourne (The Bourne Deception)[1]
5. 2010 - La preda di Bourne (The Bourne Objective)[1]
6. 2011 - Il dominio di Bourne (The Bourne Dominion)[1]
7. 2012 - Il nemico di Bourne (The Bourne Imperative)
8. 2013 - La vendetta di Bourne (The Bourne Retribution)
9. 2015 - Ascendente Bourne (The Bourne Ascendancy)
10. 2016 - Enigma Bourne (The Bourne Enigma)
11. 2018 - Bourne Affair (The Bourne Initiative), Rizzoli (ISBN 9788817101981)
12. 2019 - The Bourne Nemesis

### Jack McClure
1. 2008 - L'ordine della luce (First Daughter)[1], Piemme (ISBN 9788856602470)
2. 2010 - L'ultima neve (Last Snow)[1], Piemme
3. 2011 - Blood Trust
4. 2012 - Father Night
5. 2013 - Beloved Enemy

### Evan Ryder
1. 2020 - The Nemesis Manifesto
2. 2021 - The Kobalt Dossier
3. 2022 - Omega Rules
4. 2023 - The Quantum Solution

### Romanzi vari
- 1981 - Sirene (Sirens)[1]
- 1983 - Black Heart
- 1987 - Zero (Zero)[1], Rizzoli (ISBN 8817204544)
- 1989 - Il bacio che uccide (French Kiss)[1], Rizzoli (ISBN 8817211184)
- 1990 - Occhi d'angelo (Angel Eyes)[1], Rizzoli (ISBN 8817204250)
- 1992 - La spada nera (Black Blade)[1], Rizzoli (ISBN 8817211168)
- 1997 - Mokoi (Dark Homecoming)[1], Rizzoli (ISBN 8817670804)
- 1998 - Kaira (Pale Saint)[1]
- 2002 - Art Kills
- 2016 - Any Minute Now

### Racconti
- 1983 - In Darkness, Angels
- 1995 - The Devil on Myrtle Ave
- 1995 - Lassorio
- 1995 - The Singing Tree
- 1996 - 16 Mins.
- 1999 - An Exaltation of Termagants